# Chiesa di San Paolo (Lione)
La chiesa di San Paolo è una chiesa cattolica romana situata a Lione, in Francia. Si trova nel distretto della Vieux Lyon, nel quartiere Saint-Paul, nel 5º arrondissement ed è in stile romanico e gotico. La cupola-lanterna è stata classificata come monumento storico nel 1920 e l'intera chiesa è stata classificata nel 1996. Nel 2002 la chiesa è stata completamente ristrutturata. È lunga circa 45 metri e alta 16,5 sotto l'arco.

## Storia
Costruita intorno al 549 dal vescovo di Lione San Sacerdote, la chiesa fu danneggiata nel 732,  poi restaurata all'inizio del IX secolo dall'arcivescovo Leidrade. Nel X secolo divenne una necropoli con tre cimiteri. L'arcivescovo Ugo di Romans ne chiese la ricostruzione, che fu realizzata durante l'XI e il XII secolo (il campanile nel 1440).
La chiesa fu danneggiata durante l'assedio della città da parte del barone di Adrets, poi durante la rivoluzione del 1793, dopo di che fu trasformata in deposito di salnitro e divenne chiesa parrocchiale nel 1801. Molte modifiche furono apportate alla chiesa durante il XIX secolo, tra cui la rimozione del terreno intriso di salnitro e della pavimentazione, insieme a numerose aggiunte: la lanterna della parte superiore della torre ottagonale nel 1835, il portale gotico nel 1877, dipinti di Paul Borel aggiunti al coro nel 1899, le undici campane del campanile, e così via.

## Architettura

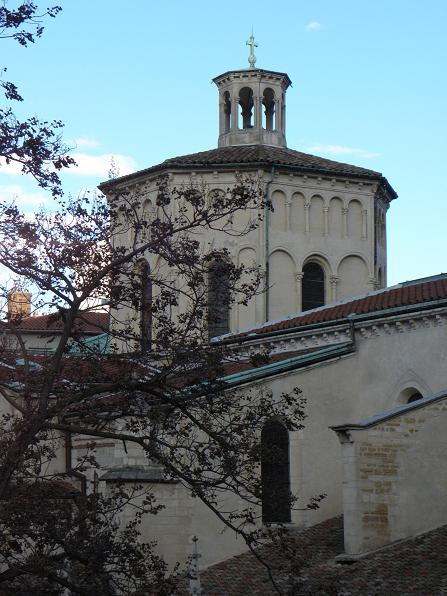
La torre-lanterna della chiesa

Lo stile gotico si trova nel campanile-portico e nelle cappelle laterali. La navata centrale è composta da quattro campate con quattro pilastri con capitelli scolpiti. L'attuale guglia in pietra, di 24 metri, che sovrasta la torre e scomparsa nel 1818, è stata sostituita da un'altra in legno nel 1875 e infine ricostruita nel 1982. Una galleria quadrilobata, un rosone e scudi compongono la facciata occidentale del XIX secolo.
La campana più piccola, chiamata Eleanor  è stata realizzata nel 1626. La campana inferiore pesa oltre quattro tonnellate. Fusa a Lione da Gédéon Morel, è la più decorata al mondo.
Ci sono 16 piccole cappelle lungo le navate laterali. La prima risale a dopo il 1470. La più nota è quella de fonte battesimale, del XVI secolo, di Jean Palmier.